# Ossaea cogniauxii
Ossaea cogniauxii är en tvåhjärtbladig växtart som beskrevs av Auguste François Marie Glaziou och D'el Rei Souza. Ossaea cogniauxii ingår i släktet Ossaea och familjen Melastomataceae. Inga underarter finns listade i Catalogue of Life.